# Белокуриха
Белокуриха (рус. Белокуриха) град је у Русији у Алтајском крају. Према попису становништва из 2010. у граду је живело 14661 становника.

## Становништво
| 1959. | 1970. | 1979. | 1989.  | 2002.  | 2010.  |
| ----- | ----- | ----- | ------ | ------ | ------ |
| 4.926 | 7.060 | 9.233 | 14.435 | 14.533 | 14.661 |